# Dàtus
Dàtus o Dathus va ser un home venerat com a sant pel cristianisme que va morir el 190. Fou elegit Bisbe de Ravenna, quan miraculosament, un colom va aparèixer per sobre del seu cap.